# Miki, Hyōgo
Miki (japanska: 三木市?, Miki-shi) är en stad i Hyōgo prefektur i Japan. Staden fick stadsrättigheter 1954.